# Bruce Willis
Walter Bruce Willis (Idar-Oberstein, 19 de março de 1955) é um ator norte-americano aposentado, nascido na Alemanha Ocidental. Ficou conhecido por protagonizar o seriado Moonlighting (1985–1989) e pelo papel de John McClane na popular franquia Die Hard, que o definiu como 'herói de ação' em diversos filmes do gênero. 
Willis também é gaitista e cantor, tendo lançado dois álbuns: The Return of Bruno em 1987 e If It Don't Kill You, It Just Makes You Stronger em 1989.
Willis é vencedor de dois Prêmios Emmy e um Globo de Ouro. Os filmes estrelados por ele arrecadaram sete bilhões nas bilheterias mundiais, tornando-o o oitavo ator com maior bilheteria na história do cinema.

## Biografia
Em 1945, terminava uma das guerras mais sangrentas e marcantes da história, a Segunda Guerra Mundial. Para manter a ordem na Alemanha, os Estados Unidos enviaram tropas para o território. Dentre os muitos soldados enviados, encontrava-se David Willis. Bruce nasce em Idar-Oberstein.
Durante o tempo que esteve lá conheceu Marlene, uma cidadã alemã que trabalhava como garçonete. Casaram-se e tiveram quatro filhos: Walter Bruce Willis, o único nascido em solo alemão, David Jr., Florence e Robert (falecido em 2001 devido a um câncer no pâncreas).
Como a vida em um pós-guerra não era fácil, a família Willis resolve então retornar aos Estados Unidos alguns anos após o nascimento de Bruce. Eles foram morar na pequena cidade de Penns Grove, e lá ele cresceu, num gueto italiano.

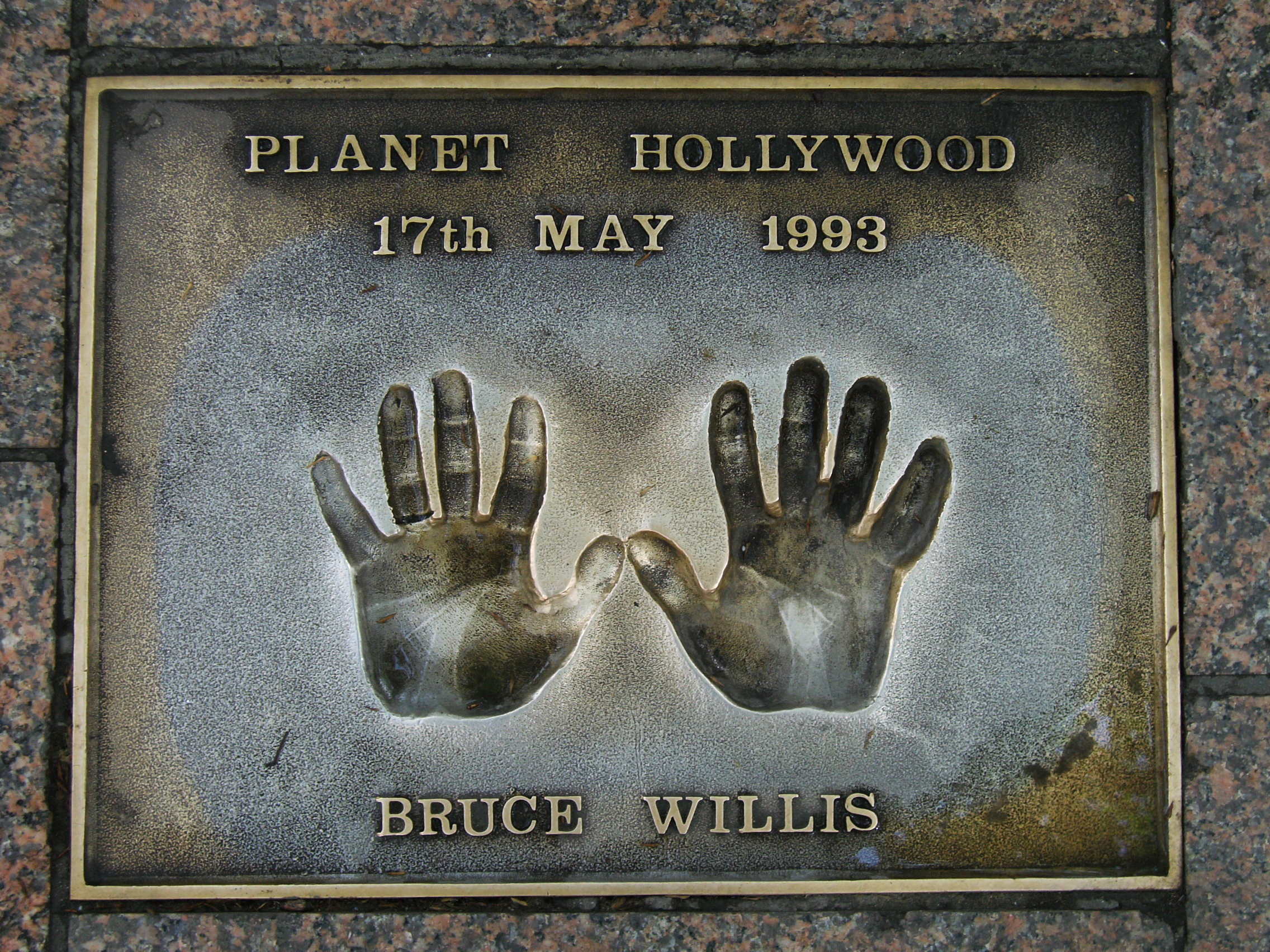
As mãos de Willis marcadas

Em outubro de 2006 Bruce ganhou uma estrela na Calçada da Fama, "Costumava vir aqui e olhava para estas estrelas, mas nunca consegui imaginar completamente o que se deveria fazer para consegui-la", disse ele durante a cerimónia em que estavam presentes a sua ex-mulher Demi Moore, que apareceu ao lado do ex-marido Ashton Kutcher, tal como os atores Kevin Costner, Ben Affleck e Sylvester Stallone.

### Vida pessoal
Foi casado por 13 anos com a atriz Demi Moore com quem teve três filhas: Rumer, Scout e Tallulah. As três já se aventuraram no cinema. A primeira foi Rumer, que participou, ao lado da mãe, no filme Striptease. Já com o pai elas fizeram filmes como Refém, Meu vizinho mafioso 2 e Vida Bandida. Em 2009, Bruce se casou com a modelo Emma Heming, em uma cerimônia discreta que aconteceu na ilha Turks e Caicos. O casal teve duas filhas: Mabel Ray Willis, que nasceu em 1 de abril de 2012 e Evelyn Penn, que nasceu em 5 de maio de 2014.
Em fevereiro de 2018 Willis sofreu um pré-infarto no set de filmagens do longa Motherless Brooklyn.
Em março de 2022, a família de Bruce Willis anunciou que o ator iria se aposentar da atuação, após ter sido diagnosticado com afasia (distúrbio de linguagem). Em 16 de fevereiro de 2023, a família de Willis anunciou que ele havia sido diagnosticado com demência frontotemporal.

## Negócios
Willis possui casas em Los Angeles e Penns Grove, Nova Jersey. Também aluga apartamentos na Trump Tower e em Riverside South, Manhattan.
Em 2000, Willis e seu parceiro de negócios Arnold Rifkin fundaram uma produtora de filmes chamada Cheyenne Enterprises. Ele deixou a empresa para ser dirigida exclusivamente por Rifkin em 2007, depois de Live Free or Die Hard. Ele também possui vários pequenos negócios em Hailey, Idaho, incluindo The Mint Bar e The Liberty Theatre e é co-fundador do Planet Hollywood, com os atores Arnold Schwarzenegger e Sylvester Stallone.
Em 2009, Willis assinou um contrato para se tornar o rosto internacional da Sobieski Vodka da Belvedere S.A. em troca de 3,3% de participação na empresa.

## Discografia
- 1987: The Return of Bruno (Motown, OCLC 15508727)
- 1989: If It Don't Kill You, It Just Makes You Stronger (Motown/Pgd, OCLC 21322754)
- 2001: Classic Bruce Willis: The Universal Masters Collection (Polygram Int'l, OCLC 71124889)*